# Michel Gondry
Michel Gondry (Versailles, 8 mei 1963) is een Frans scenarioschrijver, filmregisseur en videoclipmaker, befaamd voor zijn vernieuwende visuele stijl en zijn manipulatie van de mise en scène. Hij won een Academy Award (Oscar) voor het beste scenario met zijn film Eternal Sunshine of the Spotless Mind.

## Biografie
Michel Gondry is geboren en opgegroeid in Versailles. Hij begon op jonge leeftijd met tekenen en had als kind de ambitie om kunstschilder of uitvinder te worden. Gondry's grootvader had een muziekwinkel, die later werd overgenomen door zijn vader. De zaak ging na een aantal jaren failliet, maar vlak daarvoor gaf hij Michel en zijn broer een drumstel en een basgitaar. Samen speelden ze in enkele bands, totdat Michel naar Parijs vertrok om aan de kunstacademie te studeren. Daar vormde hij de band Oui Oui met een groep klasgenoten. Oui Oui bracht twee studioalbums uit, maar viel begin jaren 90 uiteen.
Voor Oui Oui besloot Gondry (behalve de muziek) zich ook bezig te houden met het maken van de muziekvideo's. In deze video's probeerde hij vaak de 'echte wereld' met animatie te combineren. Een belangrijk punt voor Gondry's carrière was de samenwerking met Björk. De zangeres nam contact met hem op nadat ze enkele video's van Gondry had gezien. Björk besloot hem de video voor "Human Behaviour" te laten regisseren. In de zomer van 1993 werd de muziekvideo uitgebracht. Hij werd zesmaal genomineerd voor een MTV Video Music Award en eenmaal voor de Grammy Award voor Best Music Video.
De "Human Behaviour"-video leverde bekendheid op voor Gondry en in de daaropvolgende jaren mocht hij video's voor onder andere The Rolling Stones, Daft Punk, Massive Attack, Kylie Minogue en Beck produceren. In de jaren 90 hield Gondry zich ook bezig met het maken van reclamevideo's. Zo werkte hij onder meer voor Levi's, Nike en BMW. In 2002 verscheen Gondry's eerste speelfilm: Human Nature, gebaseerd op een script van Charlie Kaufman. De film bleek minder succesvol dan zijn vervolg: Eternal Sunshine of the Spotless Mind, met Jim Carrey en Kate Winslet in de hoofdrollen en wederom met een script van Kaufman. De film werd lovend ontvangen en leverde Gondry een Oscar op voor 'Best Original Screenplay'. De prijs werd gedeeld met Kaufman en Pierre Bismuth. In 2006 volgde een samenwerking met Dave Chappelle, met wie hij de film Dave Chappelle's Block Party maakte.

## Filmografie
- L'Écume des jours (2013)
- The Green Hornet (2011)
- Master of Space and Time (2008)
- Be Kind Rewind (2007)
- The Science of Sleep (2006)
- Dave Chappelle's Block Party (2006)

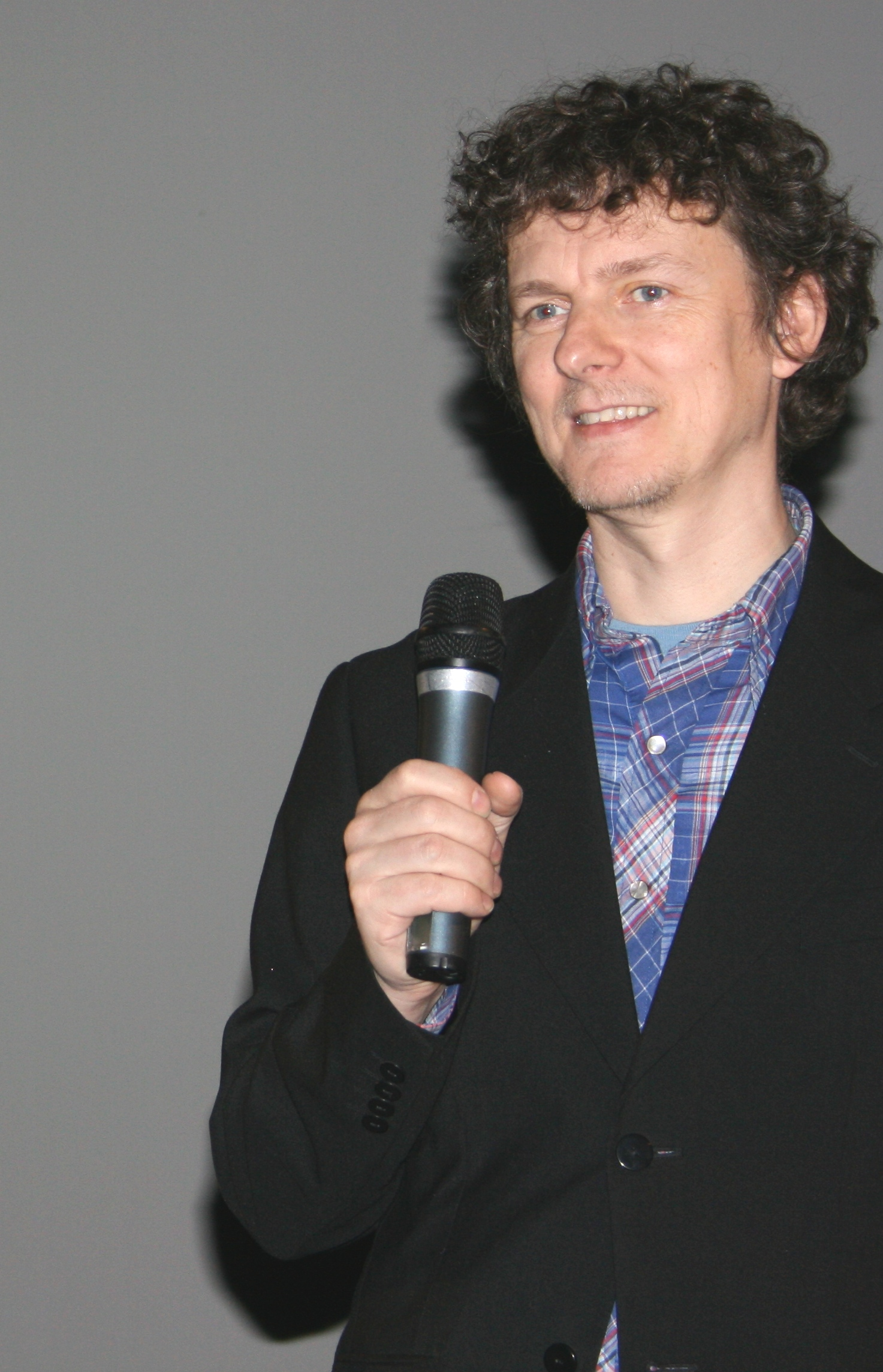
Michel Gondry in maart 2008

- Eternal Sunshine of the Spotless Mind (2004)
- I've Been Twelve Forever (2003)
- Pecan Pie (2003)
- One Day... (2001)
- Human Nature (2001)
- Lettre, La (1998)
- Vingt p'tites tours (1989)

## Videoclips
- "Model Village" - Idles (2020)
- "Open Your Heart" - Mia Doi Todd (2010)
- "Soleil du Soir" - Dick Annegarn (2008)
- "Declare Independence" - Björk (2007)
- "Dance Tonight" - Paul McCartney (2007)
- "Cell Phone's Dead" - Beck (2006)
- "King of the Game" - Cody ChesnuTT (2006)
- "Anysound" - The Vines (2006)
- "Heard 'Em Say" (U.S. Version) - Kanye West (2005)
- "The Denial Twist" - The White Stripes (2005)
- "A Ribbon" - Devendra Banhart (2005)
- "Light & Day" (movie version) - The Polyphonic Spree (2004)
- "Winning Days" - The Vines (2004)
- "Ride" - The Vines (2004)
- "Behind" - Lacquer (2003)
- "Walkie Talkie Man" - Steriogram](2004)
- "I Wonder" - The Willowz (2004)
- "The Hardest Button to Button" - The White Stripes (2003)
- "Come Into My World" - Kylie Minogue (2002)
- "A l'envers à l'endroit" - Noir Désir (2002)
- "Dead Leaves and the Dirty Ground" - The White Stripes (2002)
- "Fell in Love with a Girl" - The White Stripes (2002)
- "Star Guitar" - The Chemical Brothers (2002)
- "Knives Out" - Radiohead (2001)
- "Let Forever Be" - The Chemical Brothers (1999)
- "Gimme Shelter" - The Rolling Stones (1998)
- "Another One Bites The Dust" - Wyclef Jean (1998)
- "Music Sounds Better With You" - Stardust (1998)
- "Bachelorette" - Björk (1997)
- "Deadweight" - Beck (1997)
- "Jóga" - Björk (1997)
- "Everlong" - Foo Fighters (1997)
- "A Change Would Do You Good" - Sheryl Crow (1997)
- "Around the World" - Daft Punk (1997)
- "Feel It" - Neneh Cherry (1997)
- "Sugar Water" - Cibo Matto (1996)
- "Hyper-Ballad" - Björk (1996)
- "Like A Rolling Stone" - The Rolling Stones (1995)
- "She Kissed Me" - Terence Trent D'Arby (1995)

- "Isobel" - Björk (1995)
- "Protection" - Massive Attack (1995)
- "High Head Blues" - The Black Crowes (1995)
- "Army of Me" - Björk (1995)
- "Fire On Babylon" - Sinéad O'Connor (1994)
- "Lucas With the Lid Off" - Lucas (1994)
- "Little Star" - Stina Nordenstam (1994)
- "This is it (Your Soul)" - Hothouse Flowers (1993)
- "It's Too Real (Big Scary Animal)" - Belinda Carlisle (1993)
- "Human Behaviour" - Björk (1993)
- "Believe" - Lenny Kravitz (1993)
- "She Kissed Me" - Terence Trent D'Arby (1993)
- "Voila, Voila, Qu'ça r'Commence" - Rachid Taha (1993)
- "Je Danse Le Mia" - IAM (1993)
- "Snowbound" - Donald Fagen (1993)
- "La Tour de Pise" - Jean François Coen (1993)
- "Hou! Mamma Mia" - Les Négresses Vertes (1993)
- "Les Jupes" - Robert (1992)
- "Two Worlds Collide" - Inspiral Carpets (1992)
- "Close But No Cigar" - Thomas Dolby (1992)
- "Paradoxal Système" - Laurent Voulzy (1992)
- "La Ville" - Oui Oui (1992)
- "How the West Was Won" - Energy Orchard (1992)
- "Les Voyages Immobiles" - Étienne Daho (1992)
- "Blow Me Down" - Mark Curry (1992)
- "Comme un ange (qui pleure)" - Les Wampas (1992)
- "Dad, laisse-moi conduire la Cad" - Peter & the Electro Kitsch Band (1991)
- "La normalité" - Les Objects (1991)
- "Sarah" - Les Objects (1991)
- "Ma Maison" - Oui Oui (1990)
- "Tu rimes avec mon coeur" - Original MC (1989)
- "Les Cailloux" - Oui Oui (1989)
- "Il y a ceux" - l'Affaire Louis Trio (1989)
- "Dô, l'enfant d'eau" - Jean-Luc Lahaye (1988)
- "Bolide" - Oui Oui (1987)
- "Junior Et Sa Voix D'Or" - Oui Oui (1987)